# Рівняння стану ідеального газу
Рівн́яння стáну ідеáльного гáзу — формула, що встановлює залежність між тиском, об'ємом і абсолютною температурою класичного ідеального газу. Узагальнює закони Бойля-Маріотта, Гей-Люссака та Шарля.

## Історія відкриття
У класичній (феноменологічній термодинаміці) під рівнянням стану ідеального газу розуміється рівняння Клапейрона, що об'єднує закон Бойля — Маріотта i закон Гей-Люссака або закон Бойля ─ Маріотта і закон Шарля. Об'єднання експериментальних газових законів у одне рівняння газового стану уперше було зроблено Бенуа Клапейроном у 1834 році. Згодом з'ясувалось, що реальні гази ─ це насправді розріджені перегріті пари, досить віддалені від критичної точки, а отже, вони не підкоряються у всьому діапазоні досяжних температур і тисків газовим законам, виведеним за фізичних умов, близьких до нормальних. Проте, вказані газові закони були збережені для так званих ідеальних газів ─ граничних (практично недосяжних) станів реальних газів.

## Форми запису
У хімії рівняння стану ідеального газу записують зазвичай для одного моля газу, й воно має вигляд:
{\displaystyle pV_{M}=RT}.
У фізиці частіше використовують наступну форму запису:
{\displaystyle pV={\frac {m}{M}}RT.}
У статистичній фізиці частіше використовується форма запису:
{\displaystyle pV=Nk_{B}T\,},
Її можна також переписати у вигляді:
{\displaystyle p={\tilde {n}}k_{B}T},
У цих формулах:
- V — об'єм газу,
- M — молярна маса газу,
- m — маса газу,
- p — абсолютний тиск,
- VM — молярний об'єм,
- T - абсолютна температура,
- R — універсальна газова стала,
- N — кількість частинок,
- kB (далі просто k)  — стала Больцмана.
- {\displaystyle {\tilde {n}}=N/V} — густина частинок, тобто кількість частинок в одиниці об'єму.

## Виведення рівняння Клапейрона у класичній термодинаміці
Рівняння Клапейрона можна вивести з двох експериментальних газових законів, наприклад, закону Гей-Люссака та закону Бойля ─ Маріотта.
Запишемо закон Гей-Люссака у вигляді {\displaystyle {\frac {V_{2}}{V_{1}}}={\frac {T_{2}}{T_{1}}}},а закон Бойля ─ Маріотта ─ {\displaystyle pV={\text{const}}}. Припустимо, що в початковому стані деяка маса газу {\displaystyle m} має тиск {\displaystyle p_{1}}, об'єм {\displaystyle V_{1}} і температуру {\displaystyle T_{1}}. Проведемо послідовно два процеси: перший ізотермічний, а другий ─ ізобаричний.
1. Залишивши температуру газу без зміни {\displaystyle (T_{1}=T_{m})} , зменшимо його об'єм до {\displaystyle V_{m}}, при якому тиск за законом Бойля ─ Маріотта став {\displaystyle p_{m}} (проміжний стан).
{\displaystyle p_{1}V_{1}=p_{m}V_{m}}
звідки
{\displaystyle V_{m}={\frac {p_{1}V_{1}}{p_{m}}}}
2. Далі, залишивши тиск постійним, {\displaystyle (p_{m}=p_{2})} , нагріватимемо газ до температури {\displaystyle T_{2}}. Його об'єм збільшиться і стане {\displaystyle V_{2}} (кінцевий стан).). Перехід газу з проміжного стану в кінцевий стався за законом Гей-Люссака:
{\displaystyle {\frac {V_{m}}{V_{2}}}={\frac {T_{m}}{T_{2}}}}
звідки
{\displaystyle V_{m}={\frac {V_{2}T_{m}}{T_{2}}}}
прирівняємо вирази для {\displaystyle V_{m}}:
{\displaystyle {\frac {p_{1}V_{1}}{p_{m}}}={\frac {V_{2}T_{m}}{T_{2}}}}
або
{\displaystyle {\frac {p_{1}V_{1}}{T_{m}}}={\frac {p_{m}V_{2}}{T_{2}}}}
Замінивши температуру і тиск проміжного стану згідно з рівняннями {\displaystyle T_{1}=T_{m}}, {\displaystyle p_{m}=p_{2}} отримаємо рівняння Клапейрона.
{\displaystyle {\frac {p_{1}V_{1}}{T_{1}}}={\frac {p_{2}V_{2}}{T_{2}}}={\frac {pV}{T}}={\text{const}}}
Перепишемо рівняння Клапейрона для одного кіломоля газу за нормальних умов. В цьому випадку величини {\displaystyle p}, {\displaystyle V}, {\displaystyle T} будуть постійними: {\displaystyle p=101325} Па (760 мм рт. ст). {\displaystyle T=273,15K}, об'єм 1 кіломоля газу {\displaystyle V0=22,414M^{3}}. За такої умови відношення {\displaystyle {\frac {pV0}{T}}} завжди дорівнюватиме одній і тій же величині:
{\displaystyle {\frac {pV_{0}}{T}}=R}
або
{\displaystyle pV_{0}=RT},
де {\displaystyle R} ─ характеристична стала ідеального газу, яка рівна роботі одного кіломоля газу в ізобаричному процесі при нагріванні його на один градус Кельвіна.
{\displaystyle R={\frac {pV_{0}}{T}}=8,314}дж/кМоль·К
Для {\displaystyle n} кіломолів рівняння набере вигляду:
{\displaystyle pV=nRT},
де {\displaystyle V=nV_{0}}.
Враховуючи, що
{\displaystyle n={\frac {m}{M}}},
де {\displaystyle M} молекулярна маса газу, отримаємо рівняння стану ідеального газу.
{\displaystyle pV={\frac {m}{M}}RT},
Рівняння стану ідеальних газів Клапейрона також може бути отримане при деяких допущеннях на основі молекулярно-кінетичної теорії газів. Основна передумова для такого висновку: ідеальні гази є системою матеріальних точок, які не зазнають дії сил взаємного притягання, відштовхування тощо. Зрозуміло, що з отриманого таким шляхом рівняння стану ідеальних газів Клапейрона зворотним шляхом можуть бути виведені газові закони Бойля ─ Маріотта, Гей-Люссака і Шарля.

## Вивід формули
Взагалі, цей закон був встановлений при аналізі експериментальних даних, але його також можна довести теоретично.
Розглянемо деяку масу газу (m), яка займає об'єм V, містить N молекул та має абсолютну температуру T. Для простоти уявімо, що цей газ заповнює посудну у формі прямокутного паралелепіпеда (дивіться малюнок).

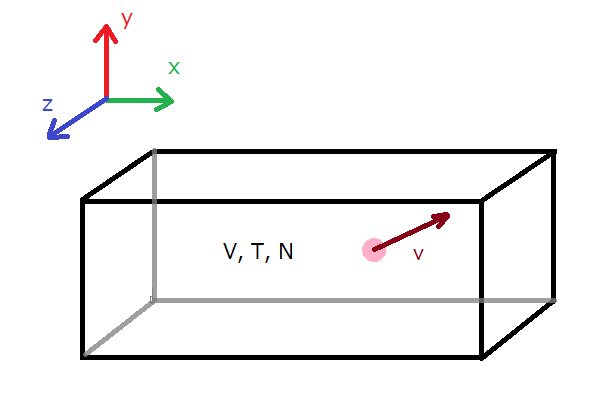
Модель деякого об'єму ідеального газу.

Кожна молекула рухається зі своєю швидкістю, яка відрізняється за модулем та напрямком від швидкості будь-якої іншої молекули даного об'єму газу. Але в середньому на кожний із шести напрямків руху (вздовж та проти осі X, вздовж та проти осі Y, вздовж та проти осі Z) припадає однакова кількість молекул, бо інакше вони скупчувалися б біля однієї з граней цієї посудини. Цей факт буде використаний у кінці виводу формули.
Будемо вважати, що усі молекули рухаються із середньоквадратичною швидкістю у напрямку вздовж осі Х. Ця середньоквадратична швидкість розраховується за формулою:
{\displaystyle {\bar {v^{2}}}=\sum _{k=1}^{N}(v_{k})^{2}}
Або:
{\displaystyle {\bar {v}}={\sqrt {\sum _{k=1}^{N}(v_{k})^{2}}}}
У подальшому ми будемо позначати цю швидкість просто v.
Тиск з боку газу на стінки посудини виникає через зіткнення молекул газу з ними. Вважатимемо, що молекули абсолютно пружно вдаряються об стінки. Позначимо площу правої (на малюнку) стінки посудини S. За деякий невеликий проміжок часу, який ми позначимо Δt, по цій стінці вдаряє ΔN молекул, які містяться в об'ємі ΔV.
{\displaystyle \Delta V=S\Delta l=vS\Delta t} (1)
Δl — відстань, яку проходять молекули за проміжок часу Δt. Оскільки кількість частинок у кожній одиниці об'єму однакова, то справедливим буде вираз:
{\displaystyle {\frac {\Delta V}{V}}={\frac {\Delta N}{N}}}
Звідки:
{\displaystyle \Delta N=N{\frac {\Delta V}{V}}} (2)
Оскільки удар абсолютно пружний, то імпульс кожної молекули зберігає свій модуль, але змінює на протилежний напрямок:
{\displaystyle \Delta P=2P_{0}}
Тут:
- P — зміна проєкції імпульсу на вісь Х
- P0 — модуль імпульсу молекул.

Оскільки імпульс дорівнює добутку маси тіла (у цьому випадку — молекули) на його швидкість, то:
{\displaystyle \Delta P=2vm_{0}} (3)
Де m0 — маса однієї молекули.
Запишемо другий закон Ньютона у імпульсній формі:
{\displaystyle F={\frac {\Delta P}{\Delta t}}} (4)
Підставимо рівняння (3) у рівняння (4):
{\displaystyle F={\frac {2vm_{0}}{\Delta t}}}
Оскільки це сила, з якою діє на стінку одна молекула, то при дії на неї N молекул сила буде у N разів більша. Вона розподілиться на площу S. Ми отримаємо формулу:
{\displaystyle p={\frac {2\Delta Nvm_{0}}{S\Delta t}}} (5)
Підставимо значення ΔN із формули (2):
{\displaystyle p=N{\frac {2vm_{0}}{S\Delta t}}{\frac {\Delta V}{V}}} (6)
Підставимо ΔV із формули (1):
{\displaystyle p=N{\frac {2vm_{0}}{S\Delta t}}{\frac {vS\Delta t}{V}}} (7)
Як можна побачити, S та Δt у числівнику та знаменнику взаємознищуються. Ми отримуємо:
{\displaystyle p=N{\frac {2v^{2}m_{0}}{V}}} (8)
Запишемо рівняння (8) наступним чином:
{\displaystyle pV=2Nv^{2}m_{0}} (9)
Тепер потрібно спростити формулу (9). Для цього запишемо значення середньоквадратичної швидкості молекул газу:
{\displaystyle {\bar {E_{k}}}={\frac {3}{2}}kT} (10)
У цій формулі:
- {\displaystyle {\bar {E_{k}}}} — середня кінетична енергія молекул газу,
- T — абсолютна температура газу,
- k — стала Больцмана.

Кінетична енергія дорівнює:
{\displaystyle {\bar {E_{k}}}={\frac {1}{2}}m_{0}v^{2}} (11)
Поєднаємо формули (10) та (11):
{\displaystyle {\frac {3}{2}}kT={\frac {1}{2}}m_{0}v^{2}}
Або:
{\displaystyle v^{2}={\frac {3kT}{m_{0}}}} (12)
Підставивши (12) у (8) та провівши нескладні перетворення, отримуємо:
{\displaystyle pV=6{\frac {m}{M}}RT} (13)
Оскільки ми вважали, що усі молекули рухаються лише в одному напрямку, а насправді рух відбувається у шести (див. початок виводу), то розділимо рівняння (13) на 6:
{\displaystyle pV={\frac {m}{M}}RT} (14)

## Інші формули, що витікають із рівняння стану ідеального газу
Трохи переписавши рівняння (14), отримуємо:
{\displaystyle {\frac {pV}{T}}={\frac {m}{M}}R} (15)
Права частина рівняння (15) — константа. Отже, можемо записати, що:
{\displaystyle {\frac {pV}{T}}={\text{const}}} (16)
Рівняння (16) називають універсальним газовим законом.
По черзі будемо фіксувати значення кожної з трьох змінних у рівнянні (16). Якщо у якомусь процесі, який відбувається з ідеальним газом, одна з трьох величин (тиск, температура чи об'єм) залишається незмінною, то такий процес називають ізопроцесом. Існує три ізопроцеси:

### Ізотермічний процес
{\displaystyle T={\text{const}},pV={\text{const}}} (17)
Формула (17) називається законом Бойля-Маріотта. Словесно він формулюється так: «Добуток тиску даної маси ідеального газу на його об'єм є величина стала».
Графіком ізотермічного процесу у координатах p(V) є гіпербола (ізобара).

### Ізобаричний (Ізобарний) процес
{\displaystyle p={\text{const}},{\frac {V}{T}}={\text{const}}} (18)
Формула (18) називається законом Гей-Люссака. Словесно він формулюється так: «Відношення об'єму даної маси ідеального газу до його температури є величина стала».
Графіком ізобарного процесу у координатах V(T) є пряма, продовження якої проходить через точку (0,0). З тим, що через цю точку проходить не сама пряма, а її продовження, пов'язано з тим фактом, що при досить низькій температурі газ зріджується.

### Ізохоричний (Ізохорний) процес
{\displaystyle V={\text{const}},{\frac {p}{T}}={\text{const}}} (19)
Формула (19) називається законом Шарля (другим законом Гей-Люссака). Словесно він формулюється так: «Відношення тиску даної маси ідеального газу до його температури є величина стала».
Графіком ізохорного процесу у координатах p(T) також є пряма, продовження якої проходить через точку (0,0).